# 332. strelska divizija (ZSSR)
332. strelska divizija (izvirno rusko 332. стрелковая дивизия; kratica 332. SD) je bila strelska divizija Rdeče armade v času druge svetovne vojne.

## Zgodovina
Divizija je bila ustanovljena avgusta 1941 v Nanovu.